# Gökhan Şirin
Osman Gökhan Şirin (Istanbul, 18 settembre 1990) è un cestista turco.